# NGC 5162
NGC 5162 este o galaxie spirală situată în constelația Fecioara. A fost descoperită în 15 martie 1784 de către William Herschel. Se află la o distanță de 102,33 megaparseci de Pământ.